# Långtjärnarna (Särna socken, Dalarna, 683533-133598)
Långtjärnarna är en sjö i Älvdalens kommun i Dalarna och ingår i Dalälvens huvudavrinningsområde.